# Ivan Rafael Rodić
Ivan Rafael Rodić (Nurkovac, 1870. – Požega, 10. svibnja 1954.) bio je prvi beogradski nadbiskup od 1924. do 1936. godine.

## Životopis

### Podrijetlo i školovanje
Ivan Rodić rođen je 15. lipnja 1870. kao peto od šestoro djece u selu Nurkovcu kod Požege, u tadašnjoj Trojednoj Kraljevini Hrvatskoj, Slavoniji i Dalmaciji, u Austro-Ugarskom carstvu. Krstio ga je na ime Ivan još istoga dana brestovački župnik Ferdinand Domanković. Njegovi roditelji Fabijan (1840. – 1918.) iz Nurkovca i Ana (rođ. Kožović, 1837. – 1917.) iz bližnjih Pavlovaca bili su iz zemljoradničkih obitelji. Među Rodićima je bilo šestoro svećenika, među njima četvorica franjevci, od kojih je Ivan bio najmlađi. Rođen je kao peti od šestoro djece svojih roditelja, koji su mu umrli krajem Prvog svjetskog rata.
Pučku školu pohađao je u Brestovcu; njegov praujak, bivši franjevački provincial Ivo Rodić, omogućio mu je nastavak školovanja u glasovitoj klasičnoj gimnaziji u Požegi, gdje je boravio u franjevačkom samostanu. Franjevcima se pridružio u Beču 14. rujna 1886. godine, gdje je na kraju novicijata položio redovničke zavjete i dobio redovničko ime Rafael. Nastavio je školovanje u Dunaföldváru u Mađarskoj. Prvu godinu teologije pohađao je u Baji, a nastavio na Bečkom sveučilištu na Bogoslovskom fakultetu, gdje je završio studij s odličnim uspjehom. Svečane zavjete položio je u Beču 14. srpnja 1891., a svećeničko ređenje primio je u Bečkoj katedrali sv. Stjepana 23. srpnja 1893. iz ruku nadbiskupa i kardinala Antona Grusche.

### Profesor
Kao franjevac diplomirao je na Bečkom sveučilištu na Bogoslovskom fakultetu iz teologije te 1893. poćeo držati pradavanja u Baji, gdje je ostao do 1898.

### Crkvene službe
Rodić je bio među vođama hrvatskog katoličkog pokreta koji je pokrenuo krčki biskup Antun Mahnić, a cilj mu je bio da katolici nastupaju kao takvi i u javnosti. Obnašao je važne službe unutar franjevačkog reda kao i na razini sveopće Crkve te je između ostalog bio:
- profesor svetopisamskih znanosti u Baji (1893. – 1898.);
- savjetnik vrhovnog komisara Lutza i gvardijan franjevačkog samostana u Beču (1899.);
- prvi kustos novoosnovane hrvatske franjevačke provincije Svetoga Ćirila i Metoda (1900. – 1903.);[12]
- gvardijan franjevačkih samostana u Zagrebu (1900. – 1903.; 1909. – 1912.), Varaždinu (1903. – 1909.) i na Trsatu (1918. – 1923.);[13]
- provincialni definitor i provincialni ministar (1912. – 1918.);
- obnovitelj crkava u Zagrebu, Iloku i u Beču;
- urednik glasila trećeredaca »Ružičnjak« (1906.);
- urednik homiletičkog časopisa »Dušobrižnik« (1909.);
- preureditelj franjevačkog Trećeg reda u Hrvatskoj kao i u Bosni i Hercegovini s osnivanjem Saveza trećeg reda;
- ustanovitelj Družbe sv. Rafaela za iseljenike;
- ureditelj dušnopastirske brige za slovenske i hrvatske doseljenike u Kanadi i SAD;
- glavni apostolski vizitator u Kanadi i SAD, kao i u više europskih država;[14]
- provincial u Hrvatskoj (od 1912.).[15][16]

Djelovanje mu je bilo dakle svestrano; zagrijao se također za obnovu, koju je potaknuo papa Lav XIII. i postao – uz provinciala Vošnjaka – njezin glavni izvršilac, kako sam kaže:
»Otkako poznajem naš Red, nikada nisam odobravao način života koji se po našim stranama uvukao i uvriježio. Stoga sam radosno pozdravio vijest o reformi… Ja vas iskreno kao pravi vaš brat savjetujem, da bez ikakva krzmanja primite reformu«.

## Biskup i nadbiskup

### Apostolski upravitelj u Bečkereku
Srazmjerno kasno, tek nakon složenih diplomatskih nastojanja, Banatska Apostolska administratura sa sjedištem u Velom Bečkereku, između ostalih, dobila je apostolskog upravitelja 1923. godine. 
Prema riječima barskog nadbiskupa franjevca Milinovića ime Rafaela Rodića više se puta spominjalo kao mogućeg biskupa u nekoj upražnjenoj biskupiji već tijekom predratne Austro-Ugarske.
Franjevački gvardijan na Trsatu Rodić bio je nakon rata, a 10. veljače 1923., stvarno imenovan apostolskim upraviteljem jugoslavenskog dijela Banata u Kraljevini Srba, Hrvata i Slovenaca;za mjesec i pol dana preselio se u Veliki Bečkerek u Vojvodini. Rodić osobno spominje u pismu od 15. veljače, kao odgovor na imenovanje koji je stigao iz beogradske nuncijature, da je on sam ranije doduše mnogo puta slušao takve glasine, ali da ih je smatrao praznim glupostima i nije ih uzimao ozbiljno:
| Latinski izvornik | Slovenski prijevod | Hrvatski prijevod |
| --- | --- | --- |
| ”Licet a longiori iam tempore fama tum per diurna folia, tum viva voce divulgaretur, exiguitatem meam in combinatione esse pro munere apostolici administratoris in Banatu, nullum hisce pondus dabam. Id tamen, quod possibile vix credidi, æstimatissimæ litteræ Excellentiæ Vestræ adimpletum nuntiant.” | „Čeprav se je že dolgo širila govorica, tako po časopisih kot ustno, da je moja malenkost v načrtu za službo apostolskega upravitelja v Banatu, temu nisem pripisoval nobene teže; vendar to, kar sem komaj verjel kot možno, velecenjeno pismo vaše prevzvišenosti potrjuje kot dejstvo.” | „Iako su dugo kružile glasine, i po novinama i po prepričavanju, da je moja malenkost u nacrtu za službu apostolskog upravitelja u Banatu, nisam tome pridavao nikakvu važnost; ali ono što sam jedva vjerovao da je moguće, cijenjeno pismo Vaše Preuzvišenosti potvrđuje kao činjenicu.” |

U popratnom pismu uz imenovanje, nuncij Ermenegildo Pellegrinetti pohvalio ga je, rekavši da je, iako ga ne poznaje osobno, čuo mnogo dobra o njegovoj odanosti svetoj Katoličkoj Crkvi, o njegovoj razboritosti te o njegovim upravnim sposobnostima. Ali nova služba u Banatu nikako nije bila laka, jer nije imao ni kuće, ni beneficija, ni odgojnih zavoda za svećenički podmladak.

### Poteškoće
Iz Bakra Rodić je krenuo 26. ožujka, a u Bečkerek je stigao na Veliki petak, 30. ožujka, te je istoga dana napisao pozdravnu okružnicu svećenstvu, pozivajući ih na svoje ustoličenje, koje će se održati na Bijelu nedjelju 15. travnja 1923. Po dolasku u Bečkerek, Rodić se zajedno s tajnikom Justinom Čmelarom najprije nastanio u župnom dvoru, a zatim u samostanu pijarista gdje je bilo i uredno kućanstvo, za koje su brinuli pijaristovska subraća.[nedostaje izvor]
Novi apostolski upravitelj svečano je postavljen 15. travnja 2023. godine u župskoj Crkvi sv. Ivana Nepomuka u Velikom Bečkereku, u čemu su sudjelovali od crkvenih velikodostojnika: banjalučki biskup Jozo Garić, opat Banjalučke trapističke opatije Marija Zvijezda Bonaventura Diamant te franjevački provincial Mihael Troha, preko 30 banatskih svećenika te veliko mnoštvo vjernika. Rodić je već sutradan sazvao savjetovanje s dekanima i na njihove prijedloge imenovao svo upravno osoblje prema crkvenim propisima.
Cijela apostolska uprava imala je tada 80 svećenika; većina župa bila je višejezična; sam novi upravitelj tečno je govorio njemački, hrvatski i mađarski, kao i latinski. Glavna briga bila je posve zemaljske prirode: nije imao ni katedrale, ni stana, ni nadarbina, ni sjemeništa za izobrazbu svećeničkih pripravnika, što mu je zadavalo najviše glavobolja; štoviše, nova država SHS svojom je jednostranom agrarnom reformom posebno pogodila katolike; oduzela je katoličkim župama veći dio zemlje i tako je svećenstvo preko noći osiromašilo. Rodić je ipak prionuo uz posao i već prve godine obavio i krizmu i kanonsku vizitaciju u 25 župa.
Napisao je pismo koje otkriva s kakvim se još potpuno neočekivanim poteškoćama susreo novi crkveni upravitelj. Pismo je poslano tamošnjem dekanu 21. prosinca 1924. pod tekućim brojem 1344. Iz toga se vidi kako je takva samovolja ozbiljno remetila urednu pastoralnu djelatnost naročito u Vojvodini, gdje su se kroz povijest uvijek ispreplitale i supostojale različite vjere, narodnosti i kulture; slične i još gore stvari doživljavao je kasnije u Beogradu.
| Lieber Herr Dechant! | Prijevod na slovenski | Prijevod na hrvatski |
| --- | --- | --- |
| Ich muss Ihnen eine ungemeine traurige Nachricht mittheilen. Die Regierung hat den Patres Missionären das Visum nicht verlangen wollen und somit können Sie leider die Misionen nicht fortsetzen. Die 2 Patres Tomitscek und Dr Schnabel sind beide schon am Donnerstag abgereist. Ich bitte also den 2 Patres, die heute zu Ihnen kommen, dies mitzutheilen, dass sie Nachmittag hierher kommen. Die Regierung hat das Visum verwägert, weil jetzt Wahl-agitationen sind. Der 1 Pater, dessen Visum auf 6 Monate lautet kann hier verbleiben und allein die Missionen halten. Die Weihnachtswoche möchte ich ihn nach Glogonj schicken, wo der Herr Pfarrer leidend ist. Da könnte er allein die hl. Mission abhalten und die Feiertage dem Herrn Pfarrer erleichtern. Es thut mir unendlich wehe, dass die Missionen nicht abgehalten werden. Es ist aler „vis maior” und da kann mann nichts machen. Glückliche Weihnachtsfeier Tage! Mit oberhirtlichem Gruss u. Segen Ihr ergebenster P. Rafael Rodić, electus aepiscopus, apost. adm. Gross-Betschkerek, 21/XII-24 | Moram Vam sporočiti nenavadno žalostno novico. Vlada očetom misijonarjem ni hotela podaljšati bivanjskega dovoljenja in zato žal ne bodo mogli nadaljevati misijona. Dvojica (iz skupine misijonarjev) – oče Tomiček in dr. Schnabel – sta odpotovala že v četrtek. Prosim, sporočite to patroma, ki bosta prišla danes k vam, in naj popoldne prideta sem (k meni). Vlada je zavrnila dovoljenje za bivanje (vizum), ker je sedaj predvolilna vročica. Tisti oče, čigar dovoljenje se glasi na šest mesecev, lahko ostane tukaj in sam vodi misijon. Skozi božični teden ga bi mogel poslati v Glogonj, kjer gospod župnik boluje. Tam lahko ima on sam sveti misijon in olajša gospodu župniku praznike. Neskončno mi je žal, da ne bo mogoče imeti misijona (kakor je bilo načrtovano). Vse je „višja sila” in tukaj ne moremo ničesar ukrepati. Vesele Božične praznične dni! Z nadpastirskim pozdravom in blagoslovom Vaš najvdanejši P(ater) Rafael Rodić, izvoljeni škof, apostolski upravitelj. Veliki Bečkerek, 21. december 1924 | Moram vam javiti jednu izuzetno tužnu vijest. Vlada nije htjela produžiti vize za misionare i stoga oni nažalost ne mogu nastaviti svoje misije. Dvojica otaca Tomitscek i dr. Schnabel otišli su već u četvrtak. Zato Vas molim, da javite dvojici svećenika koji danas dolaze kod vas, neka dođu poslijepodne kod mene. Vlada je odrekla vizu jer je sada predizborna groznica. Onaj svećenik, čija je viza na 6 mjeseci, može ostati ovdje i sam voditi misije. Htio bih ga za božićni tjedan poslati u Glogonj, gdje svećenik boluje. Tamo može on sam držati misije i olakšati svećeniku blagdane. Toliko mi je žao, što nećemo moći imati misije (onako kako su bile nacrtovane). Sve je to "viša sila" i tu ne možemo ništa učiniti. Sretne božićne blagdane! S nadpastirskim pozdravom i blagoslovom, Vaš najodaniji otac Rafael Rodić, izabrani biskup, apostolski upravitelj. Veliki Bečkerek, 21. prosinca 1924. |

### Katolički velikodostojnik u prijestolnici nove države
Usred zauzetog posla u Velikom Bečkereku Rodića je zateklo imenovanje za prvog beogradskog nadbiskupa 29. listopada 1924. godine. Krajem studenoga 1923. okružnicom je obavijestio vjernike da ga je Papa imenovao beogradskim nadbiskupom s tim da ostane apostolski upravitelj Banata.
Rodić je redovito boravio u Bečkereku i kao beogradski nadbiskup najmanje osam dana u mjesecu. Kad god je morao nekamo otputovati, redovito je obavještavao Apostolsku upravu Banata o svome mjestu stanovanja i trajanju svoje odsutnosti, a svu svoju brigu posvetio je svećenstvu, između ostaloga očinski ukazujući na moguće pogreške. Učinio je to i osobno te je čak po nekoliko puta posjetio svećenika kojega je lijepim riječima pokušao vratiti na pravi put. Banatsko svećenstvo osobito ga poštovalo kao pravog duhovnog oca.
O tome je svjedočio i provikar uprave, kasnije dugogodišnji generalni vikar Géci, koji je taj posao savjesno obavljao i pod biskupom Jungom sve do biskupske zamjene 1988. godine, kad je iznenada uklonjen sa položaja dolaskom novog biskupa Huzsvára.[nedostaje izvor]
Prema Popisu stanovništva iz 1931. godine u cijeloj Kraljevini Jugoslaviji živjelo je 13.934.038 stanovnika. Od toga prema vjeroispovijesti bilo je 6.785.501 pravoslavaca, 5.217.847 rimokatolika, 1.561.166 muslimana, 231.169 protestanata i 138.355 ostalih. Katolici Beograda imali su na raspolaganje samo kapelu Sv. Ladislava, koja do tada nije bila ni u vlasništvu Katoličke Crkve; stoga je 29. kolovoza 1920. godine osamdeset katolika iz Beograda osnovalo "Društvo za izgradnju katoličke crkve", na čelu s upraviteljem pivovare "Bajloni" Karlom Mataušekom. Po dolasku u prijestolnicu 1924. godine, novi nadbiskup Rodić u potpunosti je podržao njihov rad.
Trebalo je tada urediti rad Nadbiskupije na svim područjima. Ubrzo je Rodić podijelio upravu župa svojim glavnim pomoćnicima i najvjernijim suradnicima – redovnicima; tako osnivaju župe u Beogradu i u Užoj Srbiji redovnici franjevci, isusovci, lazaristi i uznesenjci. Brinuo je za vojnike i oficire, kojih je mnoštvo služilo vojni rok – oko Uskrsa je pored vojnih dušobrižnika on sam danima ispovijedao vojnike po vojarnama – brinuo je nadalje za vjeroučitelje, koji su držali vjeronauku po beogradskim i drugim školama po cijelom tom ogromnom području; doprinosio je i utemeljenju karitativnih organizacija. Jednim od njegovih velikih uspjeha smatra se Euharistijski kongres, održan u Bečkereku 1934. godine.

## Mnogo je uradio

### Uspjesi i postignuća
- Uspješno je poduzeo temeljitu izgradnju u upravnom i dušno pastirskom ustroju Beogradske nadbiskupije i Banatske apostolske uprave, koja je sačuvana do danas. Osim toga, za njegova su vremena vjernici dobili crkve na svim mjestima gdje su bile potrebne, svoje svećenike, te bogatu društvenu i karitativnu djelatnost.[47]
- Bio je uspješan na vrlo različitim dužnostima u Mađarskoj, Austriji, Hrvatskoj, Americi i konačno u Jugoslaviji, pa i drugdje; više puta je morao krenuti iz temelja „bez ikakve ljudske pomoći”, a da je postigao postavljene ciljeve. Njegova odlučnost i samoprijegor u ispunjavanju preuzetih dužnosti bili su poslovični.[48]
- Godine 1884. odbio je molbu Ivana Antunovića da pomogne izdavanje novina za hrvatske Bunjevce u Bačkoj, po svoj prilici bojeći se protivljenja viših vlasti; bez obzira nato im je pomagao da se služe svojim jezikom i da primaju novine iz Hrvatske. Kada je Antunović ipak uspio pokrenuti novine Neven, Rodić je 1909. u njemu objavio nekoliko članaka.[49][50]

### Neuspjesi
- U vezi s lutrijom za izgradnju katedrale nadbiskup Josip Ujčić, Rodićev nasljednik na mjestu beogradsko-smederevskog nadbiskupa i apostolski upravitelj Banata, kaže, da je Rodić s velikom lutrijom djelomice pokrio dugove sjemeništa, makar je bila namijenjena za gradnju katedrale. Lutrija je doduše izbacila svotu od 1,800.000 dinara; ipak to nije bila ni desetina novca potrebnog za gradnju nove katedrale, a nije bilo dovoljno ni za početak gradnje. Taj novac ne bi ništa koristio, jer gradske vlasti do kraja njegove službe nisu odobrile ni valjanu gradbenu dozvolu; stoga ne čudi što je nadbiskup dobivenom svotom pokrio jedan dio dugova sjemeništa Crisinuma.[51]
- Rodić je računao na konkretnu pomoć neke institucije Katoličke Crkve, posebno čanadskog biskupa Glattfeldera, koji je - kako vidimo iz njegovog pisma - u ono vrijeme bio i sam u nevoljama te na taj način nije pomogao u isplati dugova, makar je davao nadu na kasnije - što je također izostalo. Valja spomenuti, da je on u isto vrijeme gradio velebnu novu zavjetnu katedralu i biskupski dvor s čitavim trgom u Segedinu. Rodić se obratio nadalje za pomoć i vodstvu franjevačkog reda, ali i papi; nije poznato je li dobio milijun koji je od njega tražio. Više puta je pomoć tražio od državnog vodstva, a nije zaobišao ni kralja. Vladar ga je primio u audijenciju na početku godine atentata 1934., ali nije ni uzeo u obzir nadbiskupov zahtjev. Istovremeno, država je izdašno pomagala 12 pravoslavnih projekata samo u glavnom gradu. Kraljevska kuća također je bila naklonjena Židovima:[52] prethodnik Aleksandrov, kralj Petar I., tako je osobno postavljao kamen temeljac veličanstvene židovske sinagoge u Beogradu 1908. i materijalno je podupirao. Biskupa je najviše razočaralo to što vlada nije vodila računa o izričitim konkordatskim odredbama iz 1914. godine o materijalnoj potpori katoličkim središnjim crkvenim ustanovama te što je također naišao na gluhe uši kod drugih velikih mecena ili je dobio znatno manju pomoć od potrebne. Tako je, unatoč brojnim manjim dobročiniteljima, na kraju ostao praktički „bez ikakve ljudske pomoći”.[53]
- Prema jednom mišljenju nadbiskup Rodić nije znao da se gradnja Krizina poduzima bez novčanog pokrića; to je doznao tek nakon što je studentski dom već bio pod krovom i kada je trebalo platiti dugove; još u lipnju 1928. godine Rodić je računao na pomoć biskupa Glattfeldera. Bio je uz to uvjeren da će se Zavod moći uzdržavati školarinom i drugim pripadajućim sredstvima. To bi možda bilo moguće da je bio pun; ali u stvari je bila zaposjednuta samo četvrtina, a s vremenom još manje; zbog neodgovarajućeg upravljanja napustili su zavod svi stariji đaci te je morao nadbiskup priznati, „da se je Crisinum sam zatvorio”.[54] Srećko Majstorović u svojoj biografiji pak navodi da je Rodić ipak na vrijeme saznao za bezizlaznu situaciju oko Krizina; ipak su i u takvim teškim okolnostima neki od rukovodioca određivali sebi više plate od pripadajućih; stoga je naredio ravnatelju, konzultoru Engelu, koji je u Bečkereku ranije uspješno vodilo slični zavod-gimnaziju, da "otkaže" (stornira) gradnju; no Engel ga nije slušao i unatoč tome nastavio s gradnjom uvjeravajući nadbiskupa da će dobrotvori pokriti rastuće troškove zbog zajmova koje su odobrile banke.ref>Pismo konzultora Justina Čmelara iz Beograda 10.XI.1940</ref>[55]
- Neuspjela gradnja nove katedrale te izostanak očekivane pomoći kod ustanove za svećenički podmladak Krizin daje slutiti da SPC nije htjela ravnopravno podijeliti kolač državne novčane potpore s RKC-om.[56] Državne i gradske vlasti otežavale su i na sve načine ometale izgradnju središnjih katoličkih crkvenih ustanova; odugovlačile su rješavanje zahtjeva za pouzdanu lokaciju za katedralu sve od 1924. do 1936. godine.[57][58]
- Iako se Rodić okružio sposobnim svećenicima (Gecan, Juretić, Vlašić, Čmelar itd.) kao savjetnicima (konzultorima), nekima je prelako i naivno vjerovao. Franjo Engel olako ga je uveo u gradnju Krizina; njegov pouzdanik Hugo Gyenes do kraja ga je držao u uvjerenju da je lutrija bila opravdana i uspješna unatoč ozbiljnim upozorenjima od drugdje, posebice iz Njemačke, da vrijeme svjetske gospodarske krize takvim pothvatima nije sklono. Iz sličnih razloga je u isto doba Francuska - od koje se moglo najviše nadati - zabranila izvoz novčanih sredstava.[59]

## Odreknuće
Zbog dugova izazvanih izgradnjom sjemeništa Krizin u Zagrebu te zbog neuspjele lutrije kojom je namjeravao prikupiti sredstva za izgradnju beogradske katedrale, čak je njegova biskupska palata pala pod hipoteku.Kako bi u nastalim prilikama Crkvi olakšao izlazak iz slijepe ulice, on je 1936. godine na traženje Svete stolice pismeno podnio neopozivu ostavku na nadbiskupski položaj. 
Ipak su se tužbe oko dugova vukle godinama. Prva je tužba odbačena utemeljenjem, da nadbiskup nije bio ovlašten toliko zadužiti nekretnine bez dozvole Svete stolice; taj je zamršeni proces priveo kraju tek 1939. godine ministar pravde Ružić, koji je pritisnuo na banku, da digne hipoteku sa zgrade nadbiskupije pod uvjetom, da joj ministarstvo isplati 2.500.000 dinara. "Prva hrvatska štedionica" je konačno pristala i dug je bio likvidiran u skladu s traženjem ministarstva uz prijetnju, da u protivnom neće banka dobiti ništa.
Poslije toga je Rodić kao naslovni nadbiskup plovdivski živio u Hrvatskoj Kostajnici, a od 1938. godine do smrti, 10. svibnja 1954. godine, u Požegi.

### Radina mirovina

#### Kostajnica
Nadbiskup Rodić je u pratnji savjetnika Čmelara zauvijek napustio Beograd 1. prosinca 1936. i otputovao u Hrvatsku Kostajnicu, gdje su ga dočekali franjevac provincial Troha, predstavnik mjesta, i njegov bivši učenik teologije, gvardijan Grečl. Nastanio se u tamošnjem franjevačkom samostanu.
O njegovu boravku tadašnji kostajnički župnik Ferdo Frölich ovako piše: „Nadbiskup je bio čovjek uzorna i svetoga života, do svakog čovjeka ljubazan, učtiv i svima pristupačan“. Promjenu je podnosio odano u Božju volju i strpljivo, bez potištenosti i pritužbe, i svi su ga voljeli. Posebno je rado pomagao ispovijedati u župnoj crkvi, gdje je također slavio misu i propovijedao o velikim blagdanima..

#### Rodna Požega
Dana 26. travnja 1937. godine prešao je k franjevcima u rodnu Požegu, gdje se je vjerno držao starog benediktinskog načela: "Moli i radi!"
Zagrebački nadbiskup Bauer rado mu je dodijelio ispovjednu jurisdikciju nad cijelom nadbiskupijom, te korištenje biskupskog štapa i mitre kod svečanost. Odavao mu je priznanje za sav njegov trud uz napomenu, da mu je samo spletom nesretnih okolnosti morao dati ostavku, iako je uvijek savjesno radio za dobrobit Crkve i vjernika.
Često su ga pozivali na razne svečanosti kao vrsnog govornika. Zapažen je bio njegov govor na proslavi Papinskog dana, gdje je tumačio važnost i izvrsnost papinstva u prošlosti i sadašnjosti, te spomenuo neke događaje iz života vladajućeg pape Pija XI., što je prepuna dvorana popratila oduševljenim pljeskom. I za vrijeme Drugog svjetskog rata pomagao je u pastoralu koliko je bilo moguće: volio je propovijedati i ispovijedati po okolnim župama.

##### Zlatomisnik
“Zlatnu misu” služio je 25. srpnja 1943. kada mu je propovijedao sveučilišni profesor Teofil Harapin..
Ni u dubokoj starosti Rodić nije prestao s pastoralnim radom te je u sedamnaest godina svoga boravka u Požegi obišao mnoge župe prostrane Zagrebačke nadbiskupije kao djelitelj svete potvrde. Nakon Drugoga svjetskog rata posla je bilo još više jer su zagrebačkom nadbiskupu Alojziju Stepincu komunističke vlasti zabranile izlazak iz Zagreba, zatvorile ga i na kraju pritvorile u rodno selo Krašić. Tako je na njegovu želju samo 1948. godine krizmao je u šest slavonskih dekanata, što je trajalo ne manje od dva mjeseca.

##### Biseromisnik
U Požegi njegov je subrat i životopisac i duhovnik novaka Majstorović propovijedao „bisernu misu“; sam slavljenik dao mu je naputak o sadržaju: „Govorite o biskupskoj i svećeničkoj službi. O meni osobno išta ili ništa.” Takav je bio: govorio je jezikom djela – o kojima nije želio da se govori jezikom riječi.
 Orguljaš Kamilo Kolb za ovu je prigodu skladao pjesmu "Dao ti je Gospodin". Na svečanom ručku pročitan je pozdravni brzojav pape Pija XII., kao i pismo franjevačkog generalnog poglavara Sépinskog.

## Smrt i sjećanje

### Bolest, smrt i sprovod
U travnju 1954. njegovo se zdravlje počelo pogoršavati te je napisao provincijalnom kustosu: 
“Moj se život primiče kraju. Srce mi je oslabilo, noge mi otiču. A to su sigurni znaci skorog putovanja.”
Posljednji je put teškom mukom slavio svetu misu 5. travnja, nakon čega je pao u krevet i tamo se i pričešćivao. Na njegovu molbu dobio je svetu popudbinu dok je još bio pri svijesti. Svete sakramente: ispovijed, pričest i bolesničko pomazanje primio je 27. travnja "s velikom smirenošću i predanošću u volju Božju", nakon čega je zahvalio svima na brizi i pažnji. Kad bi povremeno dolazio k sebi, davao bi upute o sprovodu, uključujući i lijes i odjeću u kojoj bi trebao biti pokopan. Iako bi najradije bio sahranjen u jednostavnoj redovničkoj odjeći, izrazio je želju da bude pokopan u biskupskom ruhu, „koje neće nikome služiti“.
Dana 10. svibnja 1954. stanje mu se pogoršalo i oko njegovog kreveta okupljena subraća „s molitvom otpratila su njegovu dušu pred prijestolje Svevišnjega". Preminuo je toga dana u 6:25 ujutro u Slavonskoj Požegi, gdje je proveo svojih posljednjih 17 godina.
Sprovodu su nazočili beogradski nadbiskup Ujčić i đakovački biskup Bäuerlein. Zagrebački nadbiskup i kardinal Stepinac uputio je pismenu ispriku iz kućnog pritvora u rodnom selu Krašiću. Na put su pošli i biskupi Salis Seewis i Bukatko te franjevački provincial Skupnjak, ali zbog kvara na automobilu nisu stigli na sprovod. U požeškoj franjevačkoj crkvi Duha Svetoga njegov prijatelj Srećko Majstorović održao je oproštajni govor spomenuvši neke događaje iz nadbiskupova života u svjetlu franjevačke duhovnosti.
Duga povorka svećenika, redovnika i redovnica te velikog broja vjernika krenula je od crkve do Groblja svetog Ilije, gdje je pokopano njegovo tijelo. Od brojnih pisama sućuti najsadržajnije je ono od 25. svibnja 1954. godine, koje je na njemačkom uputio belocrkvanski župnik Kindl, a pokojnika upoređuje s velebnim stubom, koji je pao i time donio tugu svima, koji su ga voljeli. 

### Uspomena
Za pedesetu obljetnicu njegove smrti, 3. studenoga 2004., održana je misa zadušnica koju je predvodio beogradski nadbiskup Hočevar u crkvi Sv. Lovre u Požegi. Koncelebrirao je provincial Franjevačke provincije sv. Ćirila i Metoda Jagec te drugi svećenici i redovnici. Požeški biskup Škvorčević odao je priznanje prvom beogradskom nadbiskupu koji je za vrijeme svoje službe mnogo učinio za duhovni i materijalni razvoj Beogradske nadbiskupije, kako bi ona doista postala živa Crkva; primijetio je da "ljudske gradnje mogu i propasti"; no, budući da se Rodić uzdao u Boga, "uspjesi nisu izostali" jer duhovni se uspjesi ionako ne mogu mjeriti ljudskim mjerilima.